# Emily Henry
Emily Henry es una autora estadounidense de novelas románticas de gran éxito como Beach Read (La novela del verano), People We Meet on Vacation (Gente que conocemos en vacaciones), Book Lovers, Happy Place (Un lugar feliz) y Funny Story.

## Biografía
Henry asistió a la secundaria en Cincinnati y luego a Hope College con una beca de escritura creativa y planes para estudiar danza.  También se formó como escritora en el desaparecido Centro de Estudios de Arte y Medios de Nueva York de la Universidad Bethel .  Regresó a Cincinnati después de la universidad. Actualmente vive y escribe en Cincinnati y la región del norte del río Ohio en Kentucky. Es escritora y correctora a tiempo completo. 

## Carrera de escritora
Su primera novela juvenil, The Love That Split the World, fue publicada en enero de 2016.   Después de escribir varios libros de este género, publicó en el 2020 su primera obra romántica para adultos, La novela del verano, que obtuvo gran éxito.  Sus libros han aparecido en BuzzFeed, O, The Oprah Magazine, Entertainment Weekly, The New York Times, The Skimm, Shondaland y otros. Siguió escribiendo novelas románticas para adultos, publicó Gente que conocemos en vacaciones en 2021, Book Lovers en 2022 y Un lugar feliz en 2023.  La fecha de lanzamiento de su última novela, Funny Story, fue anunciada para el 24 de abril de 2024.  En marzo de 2023, Henry había vendido más de 2,4 millones de libros en conjunto. 
Se están preparando adaptaciones cinematográficas de las tres primeras novelas para adultos de Henry. En octubre de 2022 se anunció una adaptación cinematográfica de Gente que conocemos en vacaciones a cargo de 3000 Pictures de Sony con un guion de Yulin Kuang, dirigida por Brett Haley y con Temple Hill como productora.  El 28 de marzo de 2023 se anunció una adaptación cinematográfica de Book Lovers por parte de la productora Tango, con Sarah Heyward encargada del guion.  Una semana después, el 5 de abril, se anunció que Kuang también escribiría y dirigiría una adaptación cinematográfica de La novela del verano para 20th Century . 

## Premios
- Ganadora de los premios Goodreads Choice Awards 2021: Mejor romance para  Gente que conocemos en vacaciones [15]
- Ganadora de los premios Goodreads Choice Awards 2022: Mejor novela romántica para Book Lovers [16]
- Ganadora de los premios Goodreads Choice Awards 2023 - Mejor romance para Un lugar feliz [17]